# Oude Kapel (Grootlo)

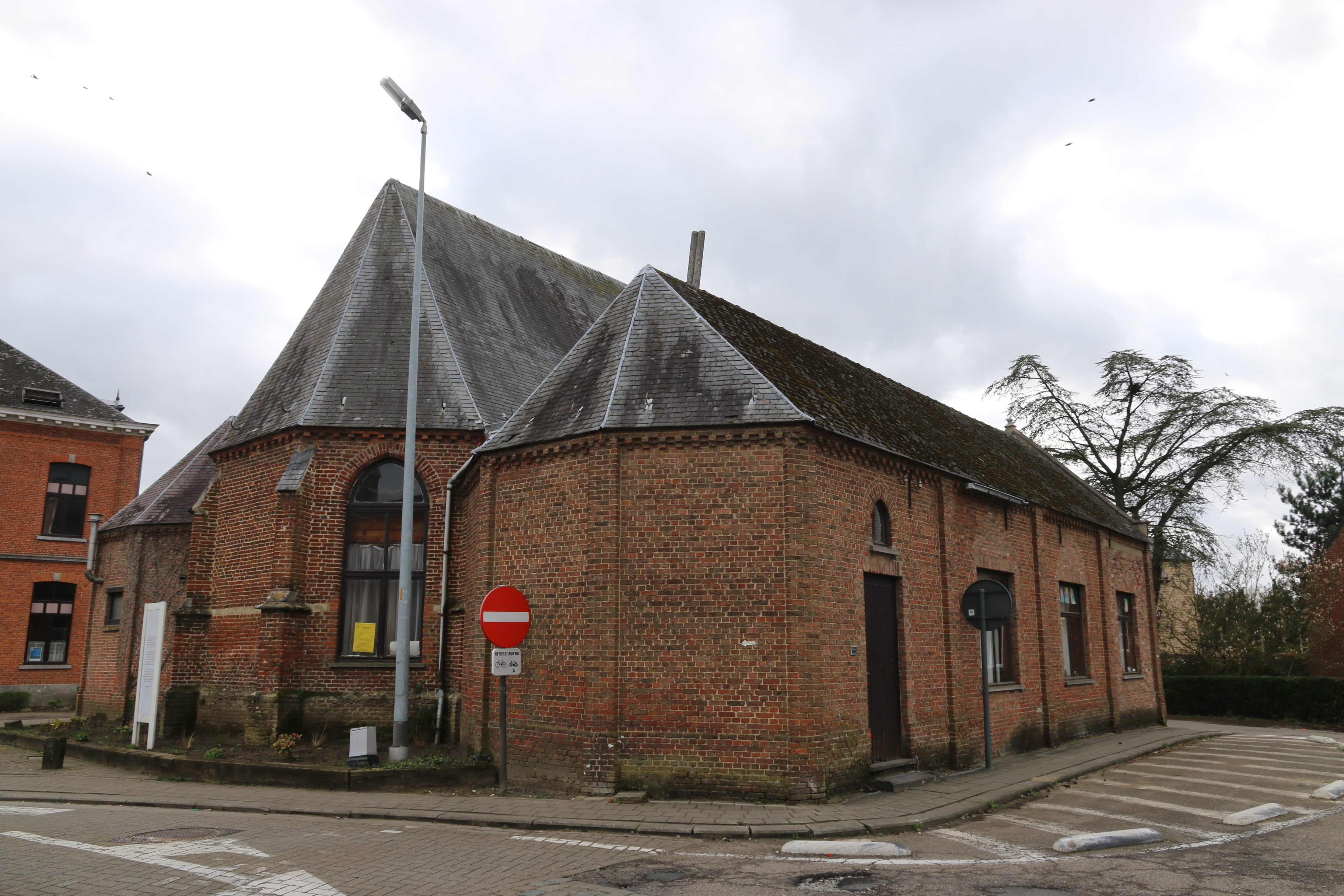
Oude kapel, koorzijde

De Oude kapel is een van oorsprong religieus bouwwerk in de tot de Antwerpse gemeente Heist-op-den-Berg behorende plaats Grootlo, gelegen aan de Engelbert Goossensstraat 15.

## Geschiedenis
In 1450 werd voor het eerst melding gemaakt van een kapel in Grootlo. Deze was afhankelijk van de Sint-Jansparochie te Schriek. De kapel werd zwaar beschadigd tijdens de godsdiensttwisten (eind 16e eeuw) en ook te klein bevonden, zodat hij in 1673 werd vergroot.
In 1833 werd de kapel hersteld en in 1839 werd de bouwvallige toren gesloopt. In 1891 werd de kapel hersteld en in 1894 werd de kapel nog vergroot. Toen werd ook een nieuwe toren gebouwd die echter later weer werd afgebroken. In 1936 werd een nieuwe kerk gebouwd. De oude kapel werd ingericht als kinderopvangcentrum.

## Gebouw
Het betreft een, voornamelijk neogotisch, georiënteerd bakstenen bouwwerk, voornamelijk van 1891-1894, met een driezijdig afgesloten hoofdkoor en twee zijbeuken. De noordelijke zijbeuk is van 1894, de zuidelijke zijbeuk van begin 20e eeuw.